# Тикс
Андреас Андресен Хаукеланд  (норв. Andreas Andresen Haukelan; Берум, 12. април 1993), познатији као Тикс (стилизовано као TIX), је норвешки певач. Он је представљао Норвешку на Песми Евровизије 2021. године.
Има Туретов синдром, стање које карактеришу невољни покрети који се називају тикови. Током детињства био је малтретиран због свог стања и звали су га "Tics", што је касније претворио у своје уметничко име. Осим што је музичар, Андреас је заговорник свести о менталном здрављу и поделио је своја искуства са Туретовим синдромом, као и са усамљеношћу и самоубилачким мислима.

## Биографија
Андреас је рођен 12. априла 1993. године. Током школских година, Андреас је био малтретиран због Туретовог синдрома и његових тикова - што је довело до тога да се бори са својим менталним здрављем већи део свог живота.
Године 2010, током прославе руса, тадашња Андреасова девојка га је питала да ли може да напише песму за екипу из аутобуса. Ово би била његова прва рус песма.

## Каријера
ТИКС је познат по својој рус музици, а многе његове песме су познате по контроверзним, мизогинистичким и сексистичким текстовима.
Између 2015. и 2017. објавио је много песама, све је била рус музика; 19 у 2015, 17 у 2016, и 12 у 2017. години.
Године 2017. копродуцираће песму Flo Rida "Game Time". У лето 2017. године, ТИКС је био уметник за загревање Џастина Бибера на Forus Travbane у Ставангеру. Такође ће копродуцирати песму "Sweet but Psycho" Аве Макс 2018. године.
Године 2018. објавио је своју прву не-рус поп песму "Shotgun" која је достигла 5. место на листи синглова у Норвешкој.
Године 2020. био је судија на норвешкој верзији Поп Идола, под називом Norwegian Idol.
Дана 15. јануара 2021. године током интервјуа у норвешком ток шоу „Lindmo“, Андреас је испричао како је покушао да изврши самоубиство 2018. године. Рекао је да је лик ТИКСА потпуно преузео и да нема места за правог Андреаса.
ТИКС је 20. фебруара 2021. освојио Melodi Grand Prix 2021 са песмом „Fallen Angel", и тиме стекао право да представља Норвешку на Песми Евровизије 2021. у Ротердаму. Завршио је на 18. месту у финалу.

## Лични живот
Андреас је постао отворени заговорник менталног здравља и поделио је многа своја искуства са борбом са њим.
Био је у вези са Marthe Elise Brenne, норвешком инфлуенсером, од почетка 2019. до краја 2020. године, са којом се упознао и био партнер у хотелу Paradise. Андреас је једну од својих песама „'Deg Eller Ingenting“ посветио Марти у јуну 2020. године.

## Дискографија

### Албуми
| Назив                                  | Година |
| -------------------------------------- | ------ |
| Dømt og berømt                         | 2016   |
| Enten går det bra, ellers går det over | 2022   |